# Cuadros
Cuadros est une commune d'Espagne dans la province de León, communauté autonome de Castille-et-León. Elle s'étend sur 109,7 km2 et comptait environ 1 999 habitants en 2015.